# Mateusz Zembrzycki
Mateusz Zembrzycki (* 18. März 1997 in Legnica) ist ein polnischer Handballspieler.

## Karriere

### Verein
Mateusz Zembrzycki lernte das Handballspielen bei Miedź Legnica, für den der 1,95 m große Torwart in der Saison 2013/14 sein Debüt in der zweiten polnischen Liga gab. Ab 2014 spielte er für Gwardia Opole, wo er in der Spielzeit 2015/16 erste Einsätze in der polnischen Superliga bekam. In der Saison 2016/17 wurde er an den Zweitligisten Olimp Grodków ausgeliehen. Mit Gwardia Opole nahm er in der Folge mehrfach am EHF-Pokal teil. Seit 2020 steht er bei KS Azoty-Puławy unter Vertrag. Mit Puławy spielte er in der EHF European League.

### Nationalmannschaft
Mit der polnischen Nationalmannschaft belegte Zembrzycki bei der Europameisterschaft 2022 den 12. Platz, wobei er in allen sieben Spielen zum Einsatz kam. Insgesamt bestritt er mindestens neun  Länderspiele.